# 杜景升
杜景升（：／；？—1197年）是高麗王朝中期武人政權的將軍之一。本貫萬頃。
杜景升性格敦厚缺乏文飾，有勇力。最初補控鶴軍，因擅於手搏而被徵召進軍隊。其舅上將軍文儒寶認為手搏是卑賤的技藝，因此杜景升沒有前往。後來以隊正，充厚德殿牽龍。1170年鄭仲夫、李義方等人發動武臣政變時，武人們紛紛劫掠他人錢財，唯獨杜景升守著殿門，秋毫無犯。明宗繼位後，再遷散員。李義方聞其名，推薦他擔任了內巡檢軍指諭，後又遷任郎將。
1173年，東北面兵馬使金甫當起兵叛亂，南方皆響應。杜景升被任命為南路宣諭使前去安撫百姓。後因功拜將軍，出為西北面兵馬副使，駐扎昌州。
翌年，西京留守趙位寵起兵叛亂，明宗以杜景升為東路加發兵馬副使。杜景升率兵五千餘人，至孤山分軍為三，以左右翼迅速攻擊西京兵，大破之，斬首千餘級。隨後攻佔了宜州，擒殺趙位寵的部將朴升，諸州鎮稍稍歸附。定州、長州、宣德鎮欲投靠女真，杜景升派人前去安撫。女真兵千餘人來到定州城門外準備乘機劫掠一番，被杜景升勸退。到達孟州（今平安南道孟山郡）時，西京兵據城抵抗，杜景升同李義旼、石隣等一起發起攻擊，斬殺四百餘人，孟州、德州（今平安南道德川市）兵棄城逃走。杜景升抵達平州（今平安南道平山郡）的時候，明宗派知奏事李光挺前去慰勞他，任命他為後軍摠管使，派他回到戰場。
杜景升越過鐵關，從耀德、雲中路進軍，所至風靡。西京兵進入漣州（今平安南道价川市）守衛，杜景升在城外堆積土城，列大砲於其上，將該城攻佔。士卒進城後試圖掠奪財物，被杜景升制止，杜景升只允許隨意拿走大鍋。後來進軍到西京（今平壤）的時候大敗叛軍，但西京據城抵抗，未有投降之意。杜景升命令用從漣州得來的大鍋煮飯，由於用著方便，人們都稱讚他聰明。西京兵乘夜偷襲軍營，火燒軍營之門。杜景升命令取物投於火中，火光衝天，使西京的夜襲失敗。杜景升恩信素著，西京人多有出城投降者。於是杜景升與尹鱗瞻一起攻破西京，擒殺趙位寵，平定了叛亂。
趙位寵雖然失敗，但在西北部還有許多他的支持者。北路處置使李景伯派五百騎請杜景升來議事，但這五百騎遭到趙位寵餘黨的伏擊而幾乎全軍覆沒，只有郎將高勇之等十餘人逃脫。杜景升於途中得知消息後立即趕進城中。李景伯與杜景升不和，戰鬥多次不利。於是明宗召還李景伯，以石隣代知西北路兵馬使，杜景升兼處置使。
金朝使者出使高麗，在歸國途中遭遇趙位寵餘黨的攔截。杜景升招募士卒，對餘黨發起突襲，因功陞上將軍、知御史臺事。1180年任工部尚書，次年任戶部尚書。1185年任叅知政事。1190年任守太尉，翌年判吏部事、修國史，掌銓注。他雖然受到明宗的信任，但不敢亂政。後來進平章事，1193年封三韓後壁上功臣，監修國史，由畫工李光弼繪畫其形象於殿上。李光弼說為生人畫像只畫半身像，杜景升大怒，要求畫全身像。兩府、文武百官前往府上慶賀，重房諸將也設宴慶賀。酒酣之時，諸將各執樂器，杜景升唱歌，守司空鄭存實吹小管。李義旼對此頗為鄙夷，怒罵道：「哪有宰相像伶人一樣唱歌吹管的？」於是罷宴而歸。
1196年，他與李義旼一同被任命為門下侍中。他位居李義旼上，李義旼對此頗為不滿，在中書省大罵，他笑而不答。當時的宰相多為武人，言行粗鄙，知樞密院事金永存與副使孫碩一起在樞密院相互辱罵，如同老虎吼叫一般。李義旼和杜景升在中書省爭執的時候，用拳頭猛擊柱子或墻壁炫耀自己的力量。時人有「掖垣李、杜，密院孫、金。」之說，又有人作詩嘲笑道：「吾畏李與杜，屹然真宰輔。黃閣三四年，拳風一萬古。」後來明宗又加杜景升為中書令。按照當時慣例，三品以上的官員每次升官階都要上表推辭，然後由皇帝拒絕，之後才能接受。但杜景升認為自己本來就想接受官職，若是這樣做的話太虛僞了，因此直接就接受了。
1197年崔忠獻政變上臺後圖謀廢黜明宗，陳兵於開京街頭，托言議事，派人召見杜景升。杜景升的女婿將軍柳森栢心中懷疑，自刎而死。於是崔忠獻將杜景升流放到紫燕島，又流柳森栢之父柳得義于南裔。神宗即位後，杜景升在島上吐血而死。一說其奴為了盜取金子而將其暗中毒殺。

## 相關影視作品
- 《武人時代》，KBS，2003年~2004年，演員：林赫